# Wolford (Dakota du Nord)
La ville de Wolford est située dans le comté de Pierce, dans l’État du Dakota du Nord, aux États-Unis. Lors du recensement de 2010, sa population s’élevait à 36 habitants.

## Démographie
| 1940 | 1950 | 1960 | 1970 | 1980 | 1990 |
| ---- | ---- | ---- | ---- | ---- | ---- |
| 206  | 140  | 136  | 81   | 76   | 56   |

| 2000 | 2010 | - | - | - | - |
| ---- | ---- | - | - | - | - |
| 50   | 36   | - | - | - | - |

## Source
- (en) Cet article est partiellement ou en totalité issu de l’article de Wikipédia en anglais intitulé « Wolford, North Dakota » (voir la liste des auteurs).